# Pietro Borrotzu
Pietro Borrotzu, noto Piero (Orani, 25 aprile 1921 – Sesta Godano, 5 aprile 1944), è stato un partigiano italiano.

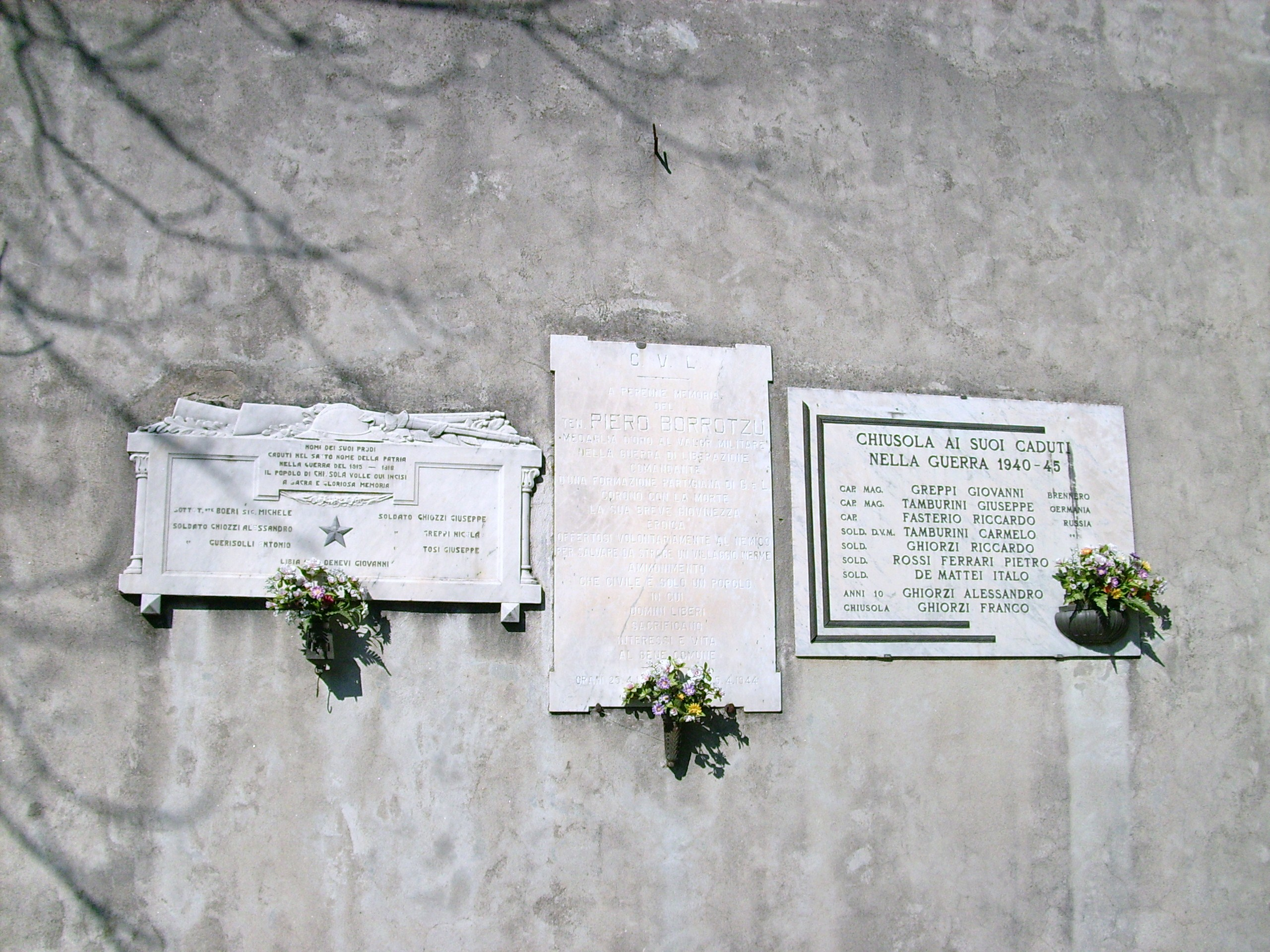
Targhe commemorative situate a Chiusola, quelle laterali dedicate ai caduti delle due guerre mondiali, quella centrale dedicata a Piero Borrotzu

Medaglia d'oro al valor militare alla memoria.
"Civile è solo un popolo in cui uomini liberi sacrificano il proprio interesse e la propria vita per il bene comune"

## Biografia
Nato a Orani in Via Gialeto n. 1 dal pastore Francesco Borrotzu e dalla levatrice Clotilde Di Bene, studente universitario a Sassari, era stato chiamato alle armi durante la seconda guerra mondiale. Ufficiale in Liguria, dopo l'armistizio era entrato nella Resistenza ed era diventato comandante di una delle formazioni partigiane in Val di Vara. Rifugiatosi nel borgo di Chiusola, ai piedi del Monte Gottero, venne tradito da una delazione. Nonostante potesse fuggire, scelse di consegnarsi ai tedeschi che avevano raccolto gli uomini in piazza e minato il paese. Con il suo nobile gesto, il tenente Piero salvò la popolazione di Chiusola dall'eccidio e il borgo dalla distruzione. La sua generosità gli valse prima la tortura e poi la fucilazione a pochi giorni dall'insurrezione vittoriosa. Una delle formazioni partigiane che liberarono Genova dai tedeschi, portava proprio il nome di Borrotzu.
Dopo la Liberazione, in occasione della cerimonia di inaugurazione dell'anno accademico 1946-47 dell'Università di Sassari, a Pietro Borrotzu è stata conferita la laurea "ad honorem". Al suo nome sono state intitolate strade a Chiusola, ad Orani ed a Nuoro. La Scuola Secondaria di Primo Grado di Sesta Godano è dedicata a Piero Borrotzu. Nel capoluogo spezzino, porta il nome dello studente sardo un largo nel quale una lapide lo ricorda come "martire della libertà".